# 獨協大学男子ラクロス部
獨協大学男子ラクロス部（どっきょうだいがくだんしラクロスぶ）は獨協大学体育会に所属し、関東学生リーグ1部（12大学が2グループに分かれて対戦）に所属するラクロスチームである。2022年度関東学生ラクロスリーグ戦ではAブロック2位となり、部史上初の関東FINAL4進出を果たすも、準決勝で慶應義塾大学に6-8で接戦の末敗北。
また、近年日本代表選手を輩出するなど競技力の向上が著しい。個々の技術力の強化に加え、組織的な戦術やチームプレーの成熟が進み、関東1部リーグ内でも存在感を高めている。

## 概要
メンバーは学部生により構成されている。近年リーグ戦においては、2022年度1部Aブロック2位及び関東ベスト4、2023年度1部Aブロック5位、2024年度1部Aブロック5位という成績を残している。

## 沿革
2008年 関東男子１部リーグ得点王を河合広大が受賞し、U-22日本代表主将も務めた。
2010年 4年に在学中の壷井直貴が日本代表のフル代表に選ばれ7月にマンチェスターで行われた世界ラクロス選手権に出場し、オランダ戦では初ゴールをあげた。結果は4位。
2011年 U-22日本代表に田中祐久が選ばれた。
2022年 在学中の辻野勝己（現GRIZZLIES所属）が日本代表のフル代表に選ばれ、2023年にサンディエゴで行われたWorld lacrosse Men’s Championship San Diego 2023に出場し、初ゴールを上げるなど活躍を見せた。結果は5位。
2023年 リーグ戦競技部門男子1部得点王賞を3年 小林和之真（現FALCONS所属）が受賞した。

## 戦績
関東学生ラクロスリーグ戦
- 2014年 2部グループ1位（1部昇格）

- 2015年 1部グループ5位（2部降格）
- 2016年 2部グループ1位（1部昇格）
- 2017年 1部グループ6位（2部降格）
- 2018年 2部グループ2位

- 2019年 2部グループ1位（1部昇格）
- 2020年 1部グループ3位

- 2021年 1部グループ4位
- 2022年 1部グループ2位、関東ベスト4
- 2023年 1部グループ5位
- 2024年 1部グループ5位

関東ラクロス春の最強決定戦
- 第1回 2024年 7大学戦グループ5位
- 第2回 2025年 Bブロック1位、関東ベスト6